# Fuss (film)
A Fuss (eredeti címe: Run) 2020-ban bemutatott amerikai thriller Aneesh Chaganty rendezésében. A film írói Chaganty és Sev Ohanian, a főszerepben pedig Kiera Allen és Sarah Paulson látható.
A filmet 2018 júniusában jelentették be. Paulson azon év októberében csatlakozott a filmhez, Allen pedig decemberben. A forgatás Winnipegben zajlott.
2020. november 20-án jelent meg a Hulu-n. A mozikban a Lionsgate jelentette meg, nemzetközi szinten pedig 2021. április 2-án mutatta be a Netflix. A kritikusoktól összességében pozitív kritikákat kapott.

## Rövid történet
Egy Chloe nevű tinédzser nem nézheti meg a postaládát és el van szigetelve. Nem sokkal később anyjára gyanakszik, hogy sötét titkokat rejteget. Elhatározza, hogy nyomozni kezd.

## Szereplők
- Sarah Paulson: Diane Sherman
- Kiera Allen: Chloe Sherman
- Pat Healy: Tom, a postás
- Sara Sohn: Kammy nővér
- Sharon Bajer: Kathy Bates (neve tisztelgés az ugyanilyen nevű színésznő előtt)[2]
- Tony Revolori: brooklyni fiú (hang)

## Fogadtatás
A nyitó hétvége után a Hulu bejelentette, hogy ez volt a legsikeresebb filmje, illetve a Twitteren is erről a filmről beszéltek a legtöbbet.
A Metacritic honlapján 67 pontot szerzett a százból, 20 kritika alapján.
Ryan Lattanzio, az IndieWire kritikusa átlagosan értékelte.